# 광시면
광시면(光時面)은 대한민국의 충청남도 예산군 서남쪽에 위치한 면이다.
남쪽으로는 보령시, 청양군와 경계를 이루고 있으며, 동으로는 신양면, 서로는 홍성군 장곡면, 북으로는 대흥면, 광시면과 경계를 이루고 있다.

## 연혁
- 마한시대 : 임존이라 칭하여 거친국 지금의 홍주에 통합
- 백제시대 : 임존성을 축조해 임존성 관할이 됨
- 신라 경덕왕 : 지금의 홍주인 대웅천의 소관인 임존군의 영역으로 관할
- 고려 태종 2년 : 임존군을 개칭해 충주군의 영역에 속함
- 조선시대 : 대흥군의 8개 면중 일남면이라 하여 서원,공암등 36개 리를 관할
- 1914년 3월 1일 : 부군면 통폐합으로 이남면과 청양군 서상면의 일부지역을 병합하여 광시면을 설치하고 20개 리를 관할

| 조선총독부령 제111호 |                                                                                                 |
| 구 행정구역          | 신 행정구역                                                                                     |
| 대흥군 일남면        | 광시면 관음리, 광시리, 구례리, 노전리, 동산리, 마사리, 신대리, 용두리, 운산리, 은사리, 하장대리 |
| 대흥군 이남면        | 광시면 가덕리, 대리, 미곡리, 서초정리, 시목리, 신흥리, 월송리, 장신리, 장전리                   |
- 1975년 7월 : 서초정리, 장신리, 시목리 행정리를 분할
- 1980년 4월 : 운산리 행정리를 분할
- 1992년 1월 : 광시리 행정리를 분할
- 1996년 11월 : 가덕리 행정리를 분할

## 행정 구역
| 법정리   | 행정리               | 비고                   |
| -------- | -------------------- | ---------------------- |
| 가덕리   | 가덕1리, 가덕2리     |                        |
| 관음리   | 관음리               |                        |
| 광시리   | 광시1리, 광시2리     | 면 행정복지센터 소재지 |
| 구례리   | 구례리               |                        |
| 노전리   | 노전리               |                        |
| 대리     | 대리                 |                        |
| 동산리   | 동산리               |                        |
| 마사리   | 마사리               |                        |
| 미곡리   | 미곡리               |                        |
| 서초정리 | 서초정1리, 서초정2리 |                        |
| 시목리   | 시목1리, 시목2리     |                        |
| 신대리   | 신대리               |                        |
| 신흥리   | 신흥리               |                        |
| 용두리   | 용두리               |                        |
| 운산리   | 운산1리, 운산2리     |                        |
| 월송리   | 월송리               |                        |
| 은사리   | 은사리               |                        |
| 장신리   | 장신1리, 장신2리     |                        |
| 장전리   | 장전리               |                        |
| 하장대리 | 하장대리             |                        |

## 문화재
- 최익현선생묘 - 충청남도 기념물 제29호

## 교육
- 광시초등학교 (폐교) - 광시면 신대길 21-2 (신대리)
- 장신초등학교 (폐교) - 광시면 서초정1길 20 (서초정리)
- 웅산초등학교 (광시리)
- 광시중학교 (광시리)